# Psyllocarpus schwackei
Psyllocarpus schwackei är en måreväxtart som beskrevs av Karl Moritz Schumann. Psyllocarpus schwackei ingår i släktet Psyllocarpus och familjen måreväxter. Inga underarter finns listade i Catalogue of Life.